# Posłowie na Sejm Republiki Litewskiej 2016–2020
Posłowie na Sejm Republiki Litewskiej 2016–2020 zostali wybrani w wyborach parlamentarnych, które odbyły się w dwóch turach: 9 i 23 października 2016. W ich wyniku obsadzono 141 mandatów w Sejmie Republiki Litewskiej.
Czteroletnia kadencja rozpoczęła się 14 listopada 2016. Przewodniczącym Sejmu został Viktoras Pranckietis, pełnił tę funkcję do końca kadencji.

## Lista posłów według frakcji na koniec kadencji

### Litewski Związek Rolników i Zielonych
- Vida Ačienė
- Valius Ąžuolas
- Kęstutis Bacvinka
- Rima Baškienė
- Antanas Baura, od 11 maja 2017[2]
- Guoda Burokienė
- Aurimas Gaidžiūnas
- Dainius Gaižauskas
- Arūnas Gumuliauskas
- Audronė Jankuvienė, od 9 lipca 2019[3]
- Jonas Jarutis
- Eugenijus Jovaiša
- Ramūnas Karbauskis
- Dainius Kepenis
- Gintautas Kindurys
- Algimantas Kirkutis
- Asta Kubilienė
- Laimutė Matkevičienė
- Kęstutis Mažeika
- Rūta Miliūtė
- Alfredas Stasys Nausėda
- Arvydas Nekrošius
- Petras Nevulis
- Aušrinė Norkienė
- Aušra Papirtienė
- Vytautas Rastenis
- Juozas Rimkus
- Viktoras Rinkevičius
- Valerijus Simulik
- Saulius Skvernelis
- Kęstutis Smirnovas
- Lauras Stacevičius
- Andriejus Stančikas
- Levutė Staniuvienė
- Zenonas Streikus
- Robertas Šarknickas
- Audrys Šimas
- Agnė Širinskienė
- Tomas Tomilinas
- Stasys Tumėnas
- Petras Valiūnas
- Juozas Varžgalys
- Gediminas Vasiliauskas
- Aurelijus Veryga
- Virginija Vingrienė

Wybrani z ramienia Porządku i Sprawiedliwości
- Algimantas Dumbrava
- Juozas Imbrasas

Wybrany z ramienia Litewskiej Partii Centrum
- Naglis Puteikis

Wybrany jako kandydat niezależny
- Darius Kaminskas

### Związek Ojczyzny
- Mantas Adomėnas
- Vilija Aleknaitė-Abramikienė, od 9 lipca 2019[4]
- Arvydas Anušauskas
- Audronius Ažubalis
- Agnė Bilotaitė
- Irena Degutienė
- Aistė Gedvilienė, od 9 lipca 2019[5]
- Irena Haase, od 9 października 2018[6]
- Sergejus Jovaiša
- Vytautas Juozapaitis
- Laurynas Kasčiūnas
- Vytautas Kernagis
- Dainius Kreivys
- Andrius Kupčinskas, od 1 marca 2018[7]
- Paulė Kuzmickienė, od 26 września 2019[8]
- Gabrielius Landsbergis
- Mykolas Majauskas
- Kęstutis Masiulis
- Antanas Matulas
- Radvilė Morkūnaitė-Mikulėnienė
- Andrius Navickas, od 14 czerwca 2017[9]
- Monika Navickienė
- Žygimantas Pavilionis
- Rasa Petrauskienė, od 26 września 2019[10]
- Edmundas Pupinis
- Jurgis Razma
- Paulius Saudargas
- Gintarė Skaistė
- Kazys Starkevičius
- Algis Strelčiūnas
- Stasys Šedbaras
- Ingrida Šimonytė
- Emanuelis Zingeris

Wybrany z ramienia Litewskiego Związku Rolników i Zielonych
- Justas Džiugelis

Wybrani jako kandydaci niezależni
- Raimundas Martinėlis[11]
- Bronislovas Matelis[12]

### Litewska Socjaldemokratyczna Frakcja Pracy
Wybrani z ramienia Litewskiej Partii Socjaldemokratycznej
- Juozas Bernatonis
- Gediminas Kirkilas
- Linas Linkevičius
- Andrius Palionis
- Rimantas Sinkevičius
- Rimantė Šalaševičiūtė
- Irena Šiaulienė
- Antanas Vinkus

Wybrani z ramienia Porządku i Sprawiedliwości
- Rimas Andrikis
- Vytautas Kamblevičius[13]
- Ona Valiukevičiūtė, od 24 stycznia 2018[14]

### Ruch Liberalny Republiki Litewskiej
- Virgilijus Alekna
- Juozas Baublys
- Viktorija Čmilytė-Nielsen
- Eugenijus Gentvilas
- Simonas Gentvilas
- Kęstutis Glaveckas
- Ričardas Juška
- Jonas Liesys
- Gintaras Vaičekauskas
- Jonas Varkalys

### Litewska Partia Socjaldemokratyczna
- Bronius Bradauskas, od 9 lipca 2019[15]
- Rasa Budbergytė
- Liudas Jonaitis od 26 września 2019[16]
- Raminta Popovienė
- Julius Sabatauskas
- Algimantas Salamakinas
- Algirdas Sysas

Wybrany z ramienia Litewskiej Partii Zielonych
- Linas Balsys

Wybrana z ramienia Litewskiego Związku Rolników i Zielonych
- Dovilė Šakalienė

### Akcja Wyborcza Polaków na Litwie
- Zbigniew Jedziński
- Wanda Krawczonok
- Michał Mackiewicz
- Jarosław Narkiewicz
- Czesław Olszewski
- Irina Rozowa
- Leonard Talmont
- Rita Tamašunienė

### Frakcja łączona
Wybrani z ramienia Litewskiego Związku Rolników i Zielonych
- Vytautas Bakas
- Virgilijus Poderys
- Mindaugas Puidokas
- Egidijus Vareikis

Wybrani z ramienia Porządku i Sprawiedliwości
- Kęstutis Bartkevičius
- Petras Gražulis
- Remigijus Žemaitaitis

Wybrani z ramienia Ruchu Liberalnego Republiki Litewskiej
- Aušrinė Armonaitė
- Andrius Mazuronis, od 9 kwietnia 2019[17]
- Gintaras Steponavičius

Wybrany z ramienia Związku Ojczyzny
- Rimantas Dagys

Wybrani z ramienia Litewskiej Partii Socjaldemokratycznej
- Algirdas Butkevičius
- Artūras Skardžius[18]

Wybrani z ramienia Partii Pracy
- Valentinas Bukauskas
- Petras Čimbaras

Wybrany jako kandydat niezależny
- Povilas Urbšys[12]

### Przewodniczący Sejmu
Wybrany z ramienia Litewskiego Związku Rolników i Zielonych
- Viktoras Pranckietis (nie należał do żadnej frakcji)

## Posłowie, których mandat wygasł w trakcie kadencji
- Greta Kildišienė, z ramienia LVŽS, do 26 stycznia 2017, zrzeczenie
- Rokas Žilinskas, z ramienia TS-LKD, do 6 czerwca 2017, zgon[19]
- Kęstutis Pūkas, z ramienia TT, do 12 stycznia 2018, zrzeczenie
- Tadas Langaitis, z ramienia TS-LKD, do 28 lutego 2018, zrzeczenie
- Mindaugas Bastys, z ramienia LSDP, do 20 marca 2018, zrzeczenie
- Arūnas Gelūnas, z ramienia LRLS, do 1 kwietnia 2019, zrzeczenie
- Bronius Markauskas, z ramienia LVŽS, do 10 kwietnia 2019, zrzeczenie
- Vitalijus Gailius, z ramienia LRLS, do 10 kwietnia 2019, zrzeczenie
- Aušra Maldeikienė, z ramienia Litewskiej Listy, do 30 czerwca 2019, zrzeczenie
- Stasys Jakeliūnas, z ramienia LVŽS, do 1 lipca 2019, zrzeczenie
- Rasa Juknevičienė, z ramienia TS-LKD, do 1 lipca 2019, zrzeczenie
- Andrius Kubilius, z ramienia TS-LKD, do 1 lipca 2019, zrzeczenie
- Juozas Olekas, z ramienia LSDP, do 1 lipca 2019, zrzeczenie
- Virginijus Sinkevičius, z ramienia LVŽS, do 28 listopada 2019, zrzeczenie